# Apriate
Nella mitologia greca,  Apriate  (in greco antico: Άπριάτη) era il nome di una fanciulla di Lesbo.

## Il mito
Euforione di Calcide, nel poema "Thrax", racconta una delle versioni della storia di Apriate: secondo il poeta alessandrino, Trambelo, figlio di Telamone, si innamorò di questa fanciulla, che, però, non lo ricambiava. Egli decise, dunque, di rapirla, mentre la ragazza si dirigeva in un possedimento paterno, vicino al litorale dell'isola di Lesbo. Siccome, però, lei lottava strenuamente per proteggere la propria virginità, Trambelo la gettò nel mare più profondo.
Secondo un'altra versione, forse riconducibile ad Aristocrito di Mileto, sarebbe stata lei stessa ad annegarsi, pur di mantenersi illibata.
Trambelo, del resto, sarebbe stato punito di lì a poco dal destino: incontrò, infatti, Achille, che lo uccise e poi pianse amaramente sulle sue spoglie, venuto a sapere il suo nome e le sue origini.

### Fonti
- Partenio, Ἐρωτικὰ παθήματα

### Moderna
- Anna Ferrari, Dizionario di mitologia, Litopres, UTET, 2006, ISBN 88-02-07481-X.